# ドナルド・ウッズ
ドナルド・ジェイムス・ウッズ（Donald James Woods, CBE、1933年12月15日 - 2001年8月19日）は、南アフリカ共和国のジャーナリスト。イギリス系白人。

## 来歴
トランスカイ（現・南アフリカ共和国東ケープ州）出身。ケープタウン大学卒業後、新聞記者となり、1965年からイースト・ロンドンで「デイリー・ディスパッチ」の編集長を務め、アパルトヘイトに批判的な論陣を張る。
その過程で黒人の反アパルトヘイト活動家のスティーヴ・ビコと知り合い、親交を深めるが、1977年にビコが逮捕されその後獄死、ウッズ自身も軟禁された。同年末、妻子と共にレソト経由でロンドンに亡命、翌1978年にビコとの交流を描いた著書「ビーコウ アパルトヘイトとの限りなき戦い」（Biko）を発表。これともう1つの著書「トラブルを求めて」（Asking For Trouble）を原作に1987年に映画『遠い夜明け』が制作され、ウッズは妻ウェンディと共に製作顧問を務めた。映画ではケヴィン・クラインがウッズを、デンゼル・ワシントンがビコを演じた。
アパルトヘイト撤廃後の1994年、故国南アフリカに一時帰国、その後はイギリスと南アフリカを行き来しながら若いジャーナリストの養成に尽力した。
2001年8月19日、がんのためロンドンで死去。67歳没。

## 著書
- ビーコウ アパルトヘイトとの限りなき戦い Biko （常盤新平・訳、サンリオ、1980年、のち岩波同時代ライブラリー）
- Woods, Donald (1981). Asking for Trouble: The Autobiography of a Banned Journalist. Atheneum. ISBN 978-0-689-11159-4
- Woods, Donald (1987). South African Dispatches: Letters to My Countrymen. Penguin. ISBN 978-0-14-010080-8
- ドナルド・ウッズのアパルトヘイト問題入門（天笠啓祐・楠瀬佳子共訳、第三書館、1990年）
- Woods, Donald (2000). Rainbow Nation Revisited: South Africa's Decade of Democracy. André Deutsch. ISBN 978-0-233-99830-5